# David Dietz
David Dietz, (6 de outubro de 1897 - 9 de dezembro de 1984), foi um jornalista de ciência e escritor estadounidense. Ganhou um prêmio Pulitzer em 1937.
Dietz estudou na Case Western Reserve University e graduou-se bacharel em 1919. Em 1921, assumiu uma posição como editor de ciência no 'Scripps-Howard Newspapers', a qual manteve até sua aposentadoria em 1977.
De 1927 até sua aposentadoria, ele foi professor de ciência geral em sua alma mater.
Dietz era um membro do Comitê Publicidade do Conselho Nacional de Pesquisa dos Estados Unidos, na divisão de ciências médicas e da Universidade de Harvard nos 'problemas da guerra'.
Foi consultor do exército americano de 1944 a 1947. Ele serviu como correspondente científico da NBC News de 1940 a 1950, e foi ouvido no Morgan Beatty News of the World em 181 emissoras de rádio.

## Prêmios
Dietz foi reconhecido muitas vezes durante sua carreira por suas contribuições no jornalismo científico. Pela "cobertura científica do tricentenário da Universidade de Harvard", em 1936, com Scripps-Howard, ele repartiu o Prêmio Pulitzer de reportagem com outros quatro editores.
- B. F. Goodrich Award pelo destacado serviço público (1940)
- Westinghouse Distinguished Science Writers Award (1946)
- Prêmio Lasker pelo jornalismo médico (1954)
- James T. Grady Awardfrom the American Chemical Society (1961).

Recebeu ainda graus honoríficos de Western Reserve (1948) e da Bowling Green State University (1954).

## Publicações em língua portuguesa
- História da Ciência. [S.l.]: Livraria José Olympio, 1947.